# Roy (Washington)
Roy és una població dels Estats Units a l'estat de Washington. Segons el cens del 2000 tenia 870 habitants.

## Demografia
Segons el cens del 2000, Roy tenia 260 habitants, 102 habitatges, i 68 famílies. La densitat de població era de 386,1 habitants per km².
Dels 102 habitatges en un 32,4% hi vivien nens de menys de 18 anys, en un 48% hi vivien parelles casades, en un 12,7% dones solteres, i en un 32,4% no eren unitats familiars. En el 23,5% dels habitatges hi vivien persones soles el 15,7% de les quals corresponia a persones de 65 anys o més que vivien soles. El nombre mitjà de persones vivint en cada habitatge era de 2,55 i el nombre mitjà de persones que vivien en cada família era de 2,96.
Per edats la població es repartia de la següent manera: un 26,2% tenia menys de 18 anys, un 11,5% entre 18 i 24, un 28,5% entre 25 i 44, un 23,5% de 45 a 60 i un 10,4% 65 anys o més.
L'edat mediana era de 34 anys. Per cada 100 dones de 18 o més anys hi havia 97,9 homes.
La renda mediana per habitatge era de 32.727 $ i la renda mediana per família de 34.643 $. Els homes tenien una renda mediana de 31.964 $ mentre que les dones 21.477 $. La renda per capita de la població era de 14.527 $. Aproximadament el 6,8% de les famílies i el 10,8% de la població estaven per davall del llindar de pobresa.

## Poblacions més properes
El següent diagrama mostra les poblacions més properes.